# Муш
Муш (на турски: Muş; на арменски: Մուշ) е град в Република Турция, център на вилает Муш. Населението на града е около 70 000 жители.

## История
В началото на ХХ век, в града е имало около 20 000 жители, от които 11 000 са мюсюлмани (главно турци и кюрди), а 9000 са били арменци. Според Католическата енциклопедия (1913) градът е имал 27 000 жители, от които 13 300 са мюсюлмани и 13 700 арменци. Според Енциклопедия Британика (1911) населението почти по равно се разделя на кюрди и арменци.
По време на арменския геноцид от 1915 г. местното арменско население в региона е избито. Повечето 140 000 арменци от санджак Муш (живеещи в 234 села и градове) са били обект на преследване през юни и юли 1915 г. Арменците във военна възраст са били мобилизирани да служат в Първата световна война и арменското население не е можело реално да се защитава. Клането на арменското население в град Муш е извършено веднага след като околните села са били унищожени.
Градът е окупиран по време на Първата световна война от Русия през 1916 г. и превзет отново от турските войски на 30 април 1917 г.
При избухването на Балканската война в 1912 година 25 души от Муш са доброволци в Македоно-одринското опълчение.

## Личности
Родени в Муш
- Мушек Багдасарян, македоно-одрински опълченец, 21-годишен, неграмотен, 12 лозенградска дружина[5]
- Сандро Агопян, македоно-одрински опълченец, 20-годишен, неграмотен, 12 лозенградска дружина[6]